# Суперактиноїди
Очікується, що серія суперактиноїдів (англ. superactinide) буде містити елементи від 121 до 157. У серії суперактиноїдів 7d3/2, 8p1/2, 6f5/2 та 5g7/2 електронні оболонки повинні заповнюватися одночасно: це створює дуже складні ситуації, так сильно так що повні та точні розрахунки CCSD були виконані лише для елементів 121 та 122. Перший суперактиноїд, Унбіуній (елемент 121), повинен бути конженером лантану та актинію і має мати подібні властивості: його основний стан окислення має бути +3, хоча близькість енергетичних рівнів валентних орбіталей може дозволити вищі стадії окислення, як і в елементах 119 і 120. Релятивістська стабілізація підсистеми 8p повинна спричинити конфігурацію валентних електрон 8s28p1 для елемента 121 на відміну від конфігурацій ds2 лантану та актинію. Передбачається, що його перша енергія іонізації становитиме 429,4 кДж / моль, що нижче, ніж у всіх відомих елементах, за винятком калію, рубідію, цезію та францію і лужних металів: це значення ще нижче, ніж у періоду 8 лужного металу унуненнію (463 кДж / моль). Аналогічним чином, наступний суперактинід, унбібій (елемент 122), може бути конженером церію та торію, основний стан окислення якого становить +4, але він матиме  валентну електронну конфігурацію 7d18s28p1, на відміну від конфігурації 6d27s2 торію. Отже, його перша енергія іонізації була б меншою, ніж у торію (Th: 6.3 eV; Ubb: 5.6 eV) через меншу енергію відриву 8b1/2 електрона унбібію, ніж 6d-електрона торію.
У перших кількох суперактинідах енергії зв'язування доданкових електронів передбачаються бути досить малими,і такими щоб вони могли втратити всі свої валентні електрони; наприклад, унбігексій (елемент 126) може легко утворити  стану окислення +8, і навіть можливі стадії окислення навіть для наступних кількох елементів. Також передбачається, що унбігексій виявляє цілий ряд інших ступенів окиснення: останні розрахунки показали, що стабільний монофторид UbhF може виявитися можливим завдяки взаємодії з'єднання 5g орбіталі на унібігексії та 2p орбіталі  фтору. Інші передбачувані ступені окислення включають +2, +4 та +6. Очікується, що СО +4 стане найпоширенішим станом окислення небігексію. Наявність електронів в g-орбіталях, які не існують в конфігурації електронних орбіталей будь-якого відомого у даний час елемента, повинно дозволити невідомим гібридним орбіталям формувати і впливати на хімію суперактиноїдів новими способами, хоча відсутність g електронів у відомих елементах робить прогнозування хімії супекактиноїда більш складними.
| Суперактиноїди | 121 Ubu | 122 Ubb | 123 Ubt | 124 Ubq | 125 Ubp | 126 Ubh | 127 Ubs | 128 Ubo | 129 Ube | 130 Utn | 131 Utu | 132 Utb | 133 Utt | 134 Utq | 135 Utp | 136 Uth |
| Суперактиноїди | 137 Uts | 138 Uto | 139 Ute | 140 Uqn | 141 Uqu | 142 Uqb | 143 Uqt | 144 Uqq | 145 Uqp | 146 Uqh | 147 Uqs | 148 Uqo | 149 Uqe | 150 Upn | 151 Upu | 152 Upb |